# Nasłuchiwacz
Nasłuchiwacz – przyrząd służący do fizykalnej oceny stanu ucha środkowego w badaniu drożności trąbki słuchowej za pomocą próby Valsalvy lub próby Politzera.
Zbudowany jest z węża gumowego, którego nasadki umieszczone są w przewodzie słuchowym badanego i lekarza. W trakcie badania lekarz nasłuchuje szmerów powietrza przechodzącego przez trąbkę słuchową.

Przeczytaj ostrzeżenie dotyczące informacji medycznych i pokrewnych zamieszczonych w Wikipedii.